# Arnulf de Toul
Pour les articles homonymes, voir Saint Arnoul et Arnoul.
Arnulf ou Arnoul, mort en 871, est au IXe siècle le vingt-huitième évêque de Toul.

## Biographie
Il était fils d'Arnald, comte palatin du roi Louis Ier le Pieux et de Flaminiola, résidents à Orléans. Il entre en religion dans le clergé de Toul auprès de Frothaire, lequel connaissait bien Arnald qui était plusieurs fois intervenu dans le Toulois en tant que missus dominicus.
Le clergé et le peuple de Toul le choisissent pour succéder à Frothaire, mort en 847 ou en 848, et l'empereur Lothaire Ier, qui estimait le nouvel évêque, ratifie le choix. Mais quelques années plus tard, cet empereur enlève au diocèse les abbayes de Saint-Èvre, Saint-Martin et Saint-Germain et les confie à des abbés laïcs. N'acceptant pas la situation, Arnoul se rend à l'abbaye de Prüm où l'empereur s'était retiré après son abdication, pour demander la restitution des monastères, et Lothaire consent de recommander à ses fils de rendre les abbayes, ce qui ne fut effectif que trois ans plus tard.
Dépendant du royaume de Lothaire II, ou Lotharingie, il participe à plusieurs assemblées ecclésiastiques à Aix-la-Chapelle, dont celui de 860 où les prélats du royaume acceptent la répudiation de l'impératrice Teutberge. Mais celle-ci parvient à s'échapper et à en appeler au pape Nicolas Ier, qui casse les décisions du concile et jette l'anathème sur les participants. Arnulf dut reconnaitre sa faute et obtenir le pardon du pape et Lothaire II confisqua une partie des biens du diocèse, dont les trois abbayes, en représailles.
En 869, à la mort de Lothaire II, son oncle Charles le Chauve s'empare de la Lotharingie et Arnoul assiste à son couronnement à Metz. Arnoul meurt en 871, le 17 novembre. Son neveu Arnald est choisi pour lui succéder.